# Frédéric Deshayes
Pour les articles homonymes, voir Deshayes.
Frédéric Léon Deshayes, né le 30 décembre 1883 à Paris et mort le 7 mars 1970 à Nogent-sur-Marne, est un artiste peintre, lithographe et graveur figuratif français.

## Biographie
Frédéric Deshayes est en 1903 élève de l'Académie Julian à Paris, où il a pour condisciples Yves Alix, Roger de La Fresnaye, Robert Lotiron et Henri Malançon.
Si Gérald Schurr cite de cet artiste, montmartrois par ses installations successives à la cité Montmartre-aux-artistes du 189, rue Ordener et au n°110 bis de la rue Marcadet, des vues du Sud-Ouest, de Provence, d'Italie et d'Algérie, son œuvre reflète également des villégiatures dans le Nord (Gravelines), en Seine-Maritime (Rouen, Étretat), sur la Côte d'Azur et en Corse (Village corse, Salon d'Automne 1923). Lors de sa visite du Salon d'Automne de 1933, Michel Florisoone retient cependant l'envoi de Frédéric Deshayes, aux côtés de ceux de Maurice Asselin, Jean Dreyfus-Stern, Henri Manguin et Carlos-Reymond, pour sa représentativité des qualités inhérentes à la nature morte : « solidité, matière grasse, subtilité des rapports ».
Outre également les paysages de la région parisienne, des Basses-Pyrénées, de Bretagne relevés par René Arcos, la part de l'œuvre de Frédéric Deshayes consacrée au département de l'Yonne, centrée sur le canton de Vézelay (représentations de la ville même et de sa perspective sur le village voisin d'Asquins), doit être rapprochée de ce qu'il est l'ami et l'un des principaux confidents épistolaires de Romain Rolland,. En juin 1940, le peintre trouve ainsi refuge dans la maison de l'écrivain à Vézelay. De 1941 à 1943, Romain Rolland entretient également une correspondance avec l'épouse du peintre, Valentine, couturière.
On doit également à Frédéric Deshayes des cartons de tapisserie pour la manufacture des Gobelins (tapisserie Thermidor, 1937).
Frédéric Deshayes meurt le 7 mars 1970 à Nogent-sur-Marne[source secondaire souhaitée].

## Œuvre et lieux d'exposition

### Contributions bibliophiliques
- Les Lettres parisiennes, « Supplément consacré au Salon d'automne », gravures sur bois par Jacques Risler, Otto van Rees et Frédéric Deshayes, cinquante exemplaires numérotés sur papier Ingres d'Arches, n°8, 1er janvier 1920.
- Frédéric Deshayes, Provence, dix dessins en portfolio illustré, deux cents exemplaires numérotés sur papier Hollande Van Gelder, Éditions Lamotte et Boinot, 1934.
- Textes recueillis par Marcel Charpaux, Les à-propos de la loterie, illustrations de Frédéric Deshayes, Loterie nationale, 1950.

### Expositions collectives
- Salon des artistes français, Paris, à partir de 1911[9],[10].
- Salon des indépendants, Paris, à partir de 1911.
- Salon d'automne, Paris, sociétaire en 1920[11].
- Salon des Tuileries, Paris, à partir de 1926.
- Artistes indépendants bordelais - Huitième Salon, Galerie des beaux-arts, Bordeaux, 1935[1].
- Quelques contemporains du cubisme - Les peintres Louis Charlot, Frédéric Deshayes, Charles Jacquemot, Pierre Ladureau, Raymond Renefer, Marcel Roche, Edmond Sigrist, Jules Zingg ; le sculpteur Robert Wlerick, galerie Breteau, Paris, 1942.
- Au fil du siècle, 1918-2018, chefs-d'œuvre de la tapisserie, Galerie des Gobelins, Paris XIIIe, août-septembre 2018.

### Expositions personnelles
- Galerie Ève Adam, boulevard de Clichy, Paris, mars 1924.
- Galerie de l'art contemporain, Paris, 1926[12].
- Galerie Eugène Druet, 20, rue Royale, Paris, mars 1927, novembre 1934.
- Galerie Marcel Bernheim, Paris, février 1931[13].

### Musées et collections publiques

#### Algérie
- Musée national des beaux-arts d'Alger.

#### France
- Mairie de Cavaillon, Saint-Paul-de-Vence, huile sur toile 50x65cm, vers 1946[14].
- Musée des Beaux-Arts et d'Archéologie de Châlons-en-Champagne, Nature morte aux piments, huile sur toile 65x81cm (dépôt du Centre national des arts plastiques)[15].
- Mairie de Cluses, Provence, huile sur toile 45x55cm, vers 1961 (dépôt du Centre national des arts plastiques)[16].
- Musée d'art moderne André-Malraux, Le Havre.
- Musée des beaux-arts de La Rochelle, La Tour de la Chaîne, huile sur toile[17].
- Mairie de La Tronche, Toulon, l'oratoire, huile sur toile 39x61cm, vers 1956 (dépôt du Centre national des arts plastiques)[18].
- Assemblée nationale, Toulon, huile sur toile 65x79,5cm, vers 1952 (dépôt du Centre national des arts plastiques)[19].
- Musée du Luxembourg, Paris.
- Fonds d'art contemporain - Paris Collections, Paris :
  - Campagne de Pérouse (Italie), huile sur toile 50x61cm, vers 1937[20] ;
  - Piana (Corse), huile sur toile 54x81cm, vers 1959[21].
- Ministère de la culture, Paris, Touët-de-Beuil (Var), dessin 50x32cm, vers 1969 (dépôt du Centre national des arts plastiques)[22].
- Ministère de l'économie et des finances, Paris, Quai de Béthune, Paris, huile sur toile 50x65cm, vers 1940 (dépôt du Centre national des arts plastiques)[23].
- Fonds national d'art contemporain, Puteaux :
  - Campanile à Chiogga, huile sur panneau, vers 1936[24] ;
  - Phare sur l'Aa, huile sur panneau 27,5x39,5cm, vers 1939[25] ;
  - Vue de Saint-Père (Yonne), huile sur panneau 46x54cm, vers 1944[26] ;
  - Vézelay, huile sur toile 65x92cm[27].
- Musée Ernest-Cognacq, Saint-Martin-de-Ré[28].
- Musée d'art moderne et contemporain de Strasbourg, Provence, huit lithographies[29]

#### États-Unis
- Musée des beaux-arts de Boston.
- Art Institute of Chicago.
- Cincinnati Art Museum.
- Museum of Modern Art, New York.

#### Turquie
- Musée d'art moderne d'Istanbul.

### Fresques murales
- Lycée Hélène-Boucher, 75 cours de Vincennes, 20e arrondissement de Paris, fresque du hall d'entrée[30].
- Maison Romain Rolland, Vézelay, trumeaux peints[7].

## Réception critique
- « Ses toiles sont bâties par la couleur même, puissante, lumineuse : une synthèse simplificatrice, des formes ordonnées selon une optique très personnelle, un chaos de lignes claires… » - Gérald Schurr[9]
- « Ses toiles sont composées de lignes franches qui délimitent des couleurs vives, donnant aux formes une simplification synthétique. » - Dictionnaire Bénézit[31]
- « Frédéric Deshayes, nature fine, cligne des yeux à la lumière, mais sait en suggérer à merveille les successives modulations. Chaque nouvelle exposition de Deshayes lui conquiert une sympathie de plus en plus justifiée. » - Claude Roger-Marx[32].